# Limenitis albomaculata
Limenitis albomaculata är en fjärilsart som beskrevs av John Henry Leech 1891. Limenitis albomaculata ingår i släktet Limenitis och familjen praktfjärilar. Inga underarter finns listade i Catalogue of Life.